# Uncinia phleoides
Uncinia phleoides là loài thực vật có hoa trong họ Cói. Loài này được (Cav.) Pers. miêu tả khoa học đầu tiên năm 1807.